# Жовтень 2002
Жовтень 2002 — десятий місяць 2002 року, що розпочався у вівторок 1 жовтня та закінчився у четвер 31 жовтня.

## Події
- 15 жовтня — київський суддя наказав прокурорам відкрити справу проти Леоніда Кучми у зв'язку зі звинуваченням його в корупції та зловживанні владою.
- 23 — 26 жовтня — трагедія Норд-Осту — терористична акція в Москві (Росія), під час якої 40 чеченських бойовиків на чолі з Мовсаром Бараєвим захопили близько 800 глядачів мюзиклу «Норд-Ост» у будинку Театрального центру на Дубровці.
- 25 жовтня — президент Кенії Мої Даніель Арап розпустив державний парламент, розпочавши кампанію нових виборів.
- 27 жовтня — Луїз Інасіу Лула да Сілва переміг на президентських виборах у Бразилії.